# Мукубенов, Максим Бембеевич
Максим Бембеевич Мукубенов (20 августа 1940 — 21 мая 2024) — советский хозяйственный, государственный и политический деятель.

## Биография
Родился в 1940 году в посёлке Догзмакин. Член КПСС.
С 1966 года — на хозяйственной, общественной и политической работе. В 1966—1993 годах — главный агроном и секретарь партийной организации совхоза «Красносельский», инструктор сельскохозяйственного отдела Калмыцкого обкома КПСС, директор совхоза «Красносельский», заместитель министра сельского хозяйства Калмыцкой АССР, первый секретарь Малодербетовского райкома КПСС, заведующий отделом организационно-партийной работы, секретарь, второй секретарь Калмыцкого обкома КПСС, первый заместитель председателя Совета Министров Калмыцкой АССР, председатель Государственного планового комитета республики, и. о. Председателя Совета Министров Республики Калмыкия.
Избирался народным депутатом России.
Умер 21 мая 2024 года в возрасте 83 лет.